# Anedhella thermodesa
Anedhella thermodesa är en fjärilsart som beskrevs av Pierre E.L. Viette 1957. Anedhella thermodesa ingår i släktet Anedhella och familjen nattflyn. Inga underarter finns listade i Catalogue of Life.